# Seira bipunctata
Seira bipunctata är en urinsektsart som först beskrevs av Alpheus Spring Packard 1873.  Seira bipunctata ingår i släktet Seira och familjen brokhoppstjärtar. Inga underarter finns listade i Catalogue of Life.